# Bmibaby

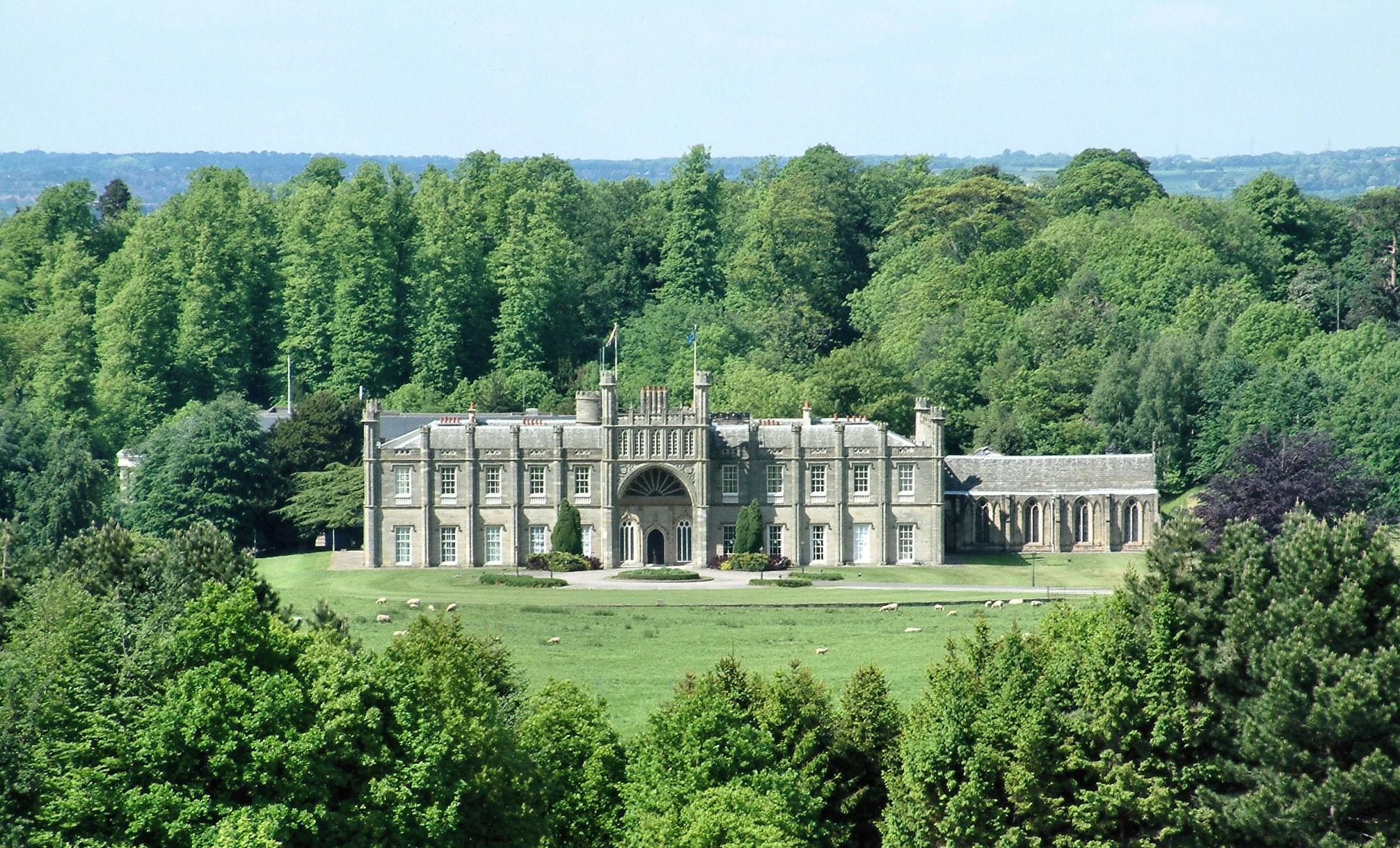
Donington Hall, het hoofdkantoor van Bmibaby

Bmibaby is een voormalige Britse lagekostenluchtvaartmaatschappij. Er werd gevlogen naar bestemmingen in Europa vanaf thuisbasis East Midlands Airport en ook vanaf Manchester Airport, Cardiff International Airport, Durham Tees Valley Airport en Birmingham International.

## Geschiedenis
De maatschappij werd opgericht op 17 januari 2002 door BMI British Midland en vloog voor het eerst op 22 maart dat jaar met een vlucht naar Málaga (Spanje). De laatste commerciële vlucht werd uitgevoerd op 9 september 2012 en ging van Málaga naar East Midlands Airport.

## Codes
- IATA-code: WW
- ICAO-code: BMI
- Callsign: Baby

## Vloot
De vloot van bmibaby bestond in juli 2009 uit:
- 12 Boeing B737-300
- 2 Boeing B737-500

IAG (British Airways · Iberia · Iberia Express) · easyJet · Jet2 · Norwegian.com · Ryanair · Volotea · Vueling · Wizz Air